# Вильнюсская конференция (2006)
Вильнюсская конференция 2006: Общее видение общего соседства собрала делегации из Литвы, Грузии, Украины, Эстонии, Латвии, Польши, Молдавии, Болгарии и Румынии. В ходе встречи обсуждались экономические и политические интересы стран-участниц, а также проблемы продвижения и защиты демократических ценностей в регионе. Конференция состоялась в Вильнюсе и была организована президентом Литвы Валдасом Адамкусом.

## Ход встречи
Конференция началась с Молодежного форума 1 мая 2006 года. Участники форума обсудили сотрудничество в евроатлантическом регионе, а также перспективы новых демократических государств после распада Варшавского блока, роль Европейского Союза в распространении демократических ценностей и другие вопросы. Андрей Илларионов, бывший советник Президента Российской Федерации, выступил с докладом о текущей ситуации в России.
Вильнюсская конференция 2006 года, таким образом, включала в себя молодежный форум, форум представителей неправительственных организаций и форум интеллигенции.
Финалом Вильнюсской конференции 2006 г. стал саммит глав государств, в котором приняли участие президенты Литвы, Грузии, Украины, Эстонии, Латвии, Польши, Молдовы, Болгарии и Румынии . Европейский Союз представлял Хавьер Солана . Один из лидеров белорусской оппозиции Александр Милинкевич был арестован незадолго до конференции в Белоруссии.
Саммит посетил также вице-президент США Дик Чейни, который крайне резков высказался по поводу текущей политической ситуации в России. Чейни обвинил правительство Владимира Путина в пренебрежении демократическим процедурам и запугивании своих соседей по вопросам энергетики. Кроме того, вице-президент США высоко оценил Литву, Латвию и Эстонию в качестве новых демократических государств.
Вильнюсская конференция завершилась 4 мая 2006 г. подписанием совместной декларации.

## Главы государств-участников конференции
- Президент Литвы Валдас Адамкус
- Президент Грузии Михаил Саакашвили
- Президент Украины Виктор Ющенко
- Президент Эстонии Арнольд Рюйтель
- Президент Латвии Вайра Вике-Фрейберга
- Президент Польши Лех Качиньский
- Президент Молдовы Владимир Воронин
- Президент Болгарии Георгий Пырванов
- Президент Румынии Траян Бэсеску